# Mitch Greeley
Mitch Greeley (ur. 5 maja 1986) – amerykański lekkoatleta, skoczek o tyczce.
Medalista juniorskich mistrzostw USA, w kategorii seniorów mimo uczestnictwa w finałach mistrzostw kraju nie stanął dotąd na podium. Medalista halowych mistrzostw NCAA w 2010 został międzynarodowym mistrzem Szwajcarii, w 2012 został międzynarodowym halowym mistrzem tego kraju.

## Osiągnięcia
| Rok  | Impreza                               | Miejsce    | Lokata     | Wynik |
| ---- | ------------------------------------- | ---------- | ---------- | ----- |
| 2003 | Mistrzostwa świata juniorów młodszych | Sherbrooke | –          | NM    |
| 2005 | Mistrzostwa panamerykańskie juniorów  | Windsor    | 2. miejsce | 5,00  |
| 2008 | Młodzieżowe mistrzostwa NACAC         | Toluca     | 2. miejsce | 5,20  |

## Rekordy życiowe
- Skok o tyczce – 5,56sq[8] (2008)
- Skok o tyczce (hala)– 5,55 (2009)